# بندر فالح
بندر فالح العنزي (مواليد 25 نوفمبر 1994) هو لاعب كرة قدم سعودي يلعب حاليًا في نادي عرعر.

## مسيرة اللاعب
مثل نادي عرعر في الفئات السنية وانضم إلى العروبة في عام 2017 و عاد إلى نادي عرعر في عام 2019 و لعب بعدها مع نادي الرائد ونادي الشعلة ونادي الجبلين ونادي الجندل ونادي عرعر.